# Walter Harburger
Walter Harburger (Múnic, 1888 - ?, 1967) fou un compositor i musicòleg alemany. Entre altres obres de menor importància va escriure una simfonia, una missa, un Stabat Mater, tres quartets per a instruments d'arc, un trio amb piano, sonates per a violí i violoncel amb piano, tres sonates i dues suites per a piano, una sonata per a clave en estil antic, una fantasia-vals de concert per a piano i nombroses obres per a orgue. També va compondre la música per a les pantomimes Der Magier und sein Schatten i Der Untergang des Abendlands. Com a musicòleg les seves obres més notables són les titulades Grundriss des Musikalischen Formvermögens (1912) i Die Metalogic; Die Logic in der Musik als Ausschnitt einer exacten Phänomenologie (1920).